# Districtul Oberallgäu
Districtul Oberallgäu este un district rural (germană: Landkreis) din regiunea administrativă Șvabia (Regierungsbezirk Schwaben), landul Bavaria, Germania.

## Orașe și comune
| orașe 1. Immenstadt im Allgäu (14.273) 2. Sonthofen (21.239) comune (târg) 1. Altusried (9.959) 2. Bad Hindelang (4.914) 3. Buchenberg (3.948) 4. Dietmannsried (7.914) 5. Oberstaufen (7.238) 6. Oberstdorf (9.905) 7. Sulzberg (4.574) 8. Weitnau (5.201) 9. Wertach (2.467) 10. Wiggensbach (4.818) | comune 1. Balderschwang (217) 2. Betzigau (2.817) 3. Blaichach (5.676) 4. Bolsterlang (1.026) 5. Burgberg im Allgäu (3.234) 6. Durach (6.515) 7. Fischen im Allgäu (2.912) 8. Haldenwang (3.698) 9. Lauben (3.288) 10. Missen-Wilhams (1.405) 11. Obermaiselstein (970) 12. Ofterschwang (2.027) 13. Oy-Mittelberg (4.498) 14. Rettenberg (4.081) 15. Waltenhofen (8.922) 16. Wildpoldsried (2.532) |